# Hybrides (bande dessinée)
Pour les articles homonymes, voir Hybride (homonymie).
Hybrides est une série de bande dessinée de Séraphine (Claeys) pour l'illustration, et de Séraphine et Thierry Smolderen pour le scénario.

## Synopsis
À la suite d'une guerre, les survivants découvrent qu'ils sont devenus stériles et les recherches effectuées donnent naissance à de nombreux enfants chimériques mi-hommes mi-animaux appelés hybrides, qui sont présentés comme étant la clé de la survie de l'espèce humaine. Ceux-ci sont adoptés puis élevés comme des enfants ordinaires pendant plusieurs années. Malheureusement, certains voient les hybrides d'un mauvais œil et parlent de les chasser. Un jour, deux de ces enfants sont retrouvés assassinés et cette découverte marque le début d'une guerre civile, où les animaux sont, semble-t-il, massacrés et les hybrides rejetés.
L'histoire commence des années plus tard, 20 ans après le début de la guerre qui rendit les hommes stériles, alors que les hybrides sont devenus de jeunes adultes et la plupart des êtres humains encore vivants sont assez vieux.

### Tome 1: Animal on est mal
Henriette, une vieille femme perd ses deux derniers proches et se retrouve seule avant de voir des hybrides se réfugier chez elle. Elle leur raconte les différents évènements qui ont bouleversé le monde depuis sa jeunesse (voir-ci-dessus) puis leur exprime son désir de revoir la mer. Ensemble, ils vont effectuer un périple qui les y mènera.
Ce premier album est surtout un moyen de présenter l'univers des suivants car aucun des personnages de cet album ne réapparait dans les volumes suivants, les tomes 2 à 4 étant liés entre eux.

### Tome 2: Le bouclier d'Orion
Ce deuxième tome ne suit plus les protagonistes du premier mais un groupe de voyageurs parmi lesquels se trouve un jeune homme apparemment humain appelé Orion. Ils rencontreront plusieurs personnes dont une hybride nommée Hermine qui semble étrangement attirée par Orion. Il s'avèrera, peu après, qu'Hermine et Orion font partie d'une deuxième génération d'hybrides.

### Tome 3: D'un soleil à l'autre
Cette nouvelle partie de l'histoire se tourne plus vers les hybrides que les précédentes. On y retrouve Orion et Hermine qui, avec d'autres hybrides, cherchent à éviter un conflit entre humains et hybrides dans une ville voisine en se servant d'un dentiste nommé Resnick comme intermédiaire mais les choses ne tournent pas comme prévu.

### Tome 4: Au loin, une île...
Cette dernière partie de l'histoire débute là ou la précédente se termine mais plus tard : les humains ont chassé les hybrides de la ville en oubliant pourquoi ils les avaient laissé s'y installer, permettant aux rats humains de détruire la ville. Les hommes n'y sont plus qu'une poignée. Deux d'entre eux, S.T. et une vieille femme, deux hybrides, Bulle et Tziga, et Ashtar, le chien de Resnick, sont sujets à une mésaventure qui les mène sur une île isolée mais, dès la première nuit Bulle disparait dans l'ascenseur du bâtiment dans lequel ils se sont réfugiés. Les autres sont rejoints peu après par plusieurs hybrides dont Orion et Hermine et deux hommes, Anton et Resnick, qui annoncent que, depuis plusieurs mois, toutes les communautés humaines qu'il a pu rencontrer se laissent mourir en raison du manque de la plus importante des ressources : l'espoir.

## Univers
La population de l'univers de cette série se divise en trois groupes : les hommes, les hybrides et les rats humains.

### Les hommes
Ce sont les humains qui ont gardé leurs anciennes valeurs. Ils sont les seuls à être encore vraiment humains.
Si certains d'entre eux vivent dans des cabanes ou de petites maisons à la campagne, la plupart vivent dans des villes.
Ceux des villes vivent grâce à des élevages cachés d'animaux et des cultures sur les toits des immeubles. Ces dernières font l'objet d'une vigilance particulière car elles sont facilement sujettes à des attaques de rats humains.
Si leurs plus redoutables ennemis sont les rats humains, ils se méfient également des hybrides, qui peuvent, également, être assez dangereux (il semble toutefois que l'hostilité dont font preuve certains hybrides soit liée à des mauvais traitements qu'ils ont subis, enfants, de la part de certains humains). De plus, certains hommes ne se contentent pas d'intimider les hybrides qui s'approchent un peu trop mais attaquent volontairement tout hybride se trouvant à leur portée, du moment que cela ne constitue pas un acte suicidaire.

### Les hybrides
Seuls jeunes de ce monde, les hybrides sont des êtres anthropomorphes pourvus d'attributs d'animaux. Même si certains d'entre eux portent un pagne, la plupart d'entre eux vivent nus.
Il semble qu'ils vivent principalement de la cueillette.
Ils ne maitrisent pas le feu.
La plus grande partie des hybrides, qui constituent la première génération, sont nés avant la guerre civile. Les autres, ceux de la deuxième génération, ont été créés après par le professeur Farm et ont la particularité de prendre une apparence humaine s'ils prennent les pilules conçues par celui-ci.

### Les rats humains
S'ils sont, dans l'absolu, encore humains, il est difficile de les voir comme tels. Ils doivent leur nom à leur comportement, qui rappelle celui des rats.
Ils sont anthropophages et vivent également de vols de plantes cultivées sur les hauteurs.
Certains hommes croient qu'ils ne sont qu'un mythe ou ignorent totalement leur existence et attribuent aux hybrides leurs forfaits.
Les rats humains ne craignent que deux choses : les hybrides et la lumière du jour.

### Les animaux
La plupart des espèces animales qui peuplaient la terre ont disparu au moment où commence l'histoire, mais les causes de leur extinction ne sont pas très claires. Il est en tout cas certain que les animaux ne sont pas devenus stériles. 
Outre les quelques animaux domestiques conservés dans les élevages des derniers humains, on trouve encore de petits rongeurs, des oiseaux, des lapins et des poissons. 

## Analyse

### Racisme
Certains voient dans cette œuvre une dénonciation du racisme. Il est vrai que dans les deux premiers tomes et, à moindre mesure, dans le troisième, on assiste à une guerre d'ordre racial entre humains et hybrides. Ce racisme reste présent jusqu'au début du dernier tome.

### Guerre
Le fait que l'"apocalypse" de ce monde post-apocalyptique se soit faite en deux fois, qui sont deux guerres, évoque la Seconde Guerre mondiale.
Une autre allusion à la guerre est l'apparition, dans le tome 2, d'une toile qui est, si son détenteur dit vrai, une partie du tableau Guernica de Pablo Picasso.

### Démographie
Même si le tome 1 peut étonner par la faiblesse de la densité de la population que l'on y observe, elle contraste malgré tout avec celle du tome 4 dans le sens où les hommes sont beaucoup moins nombreux dans ce dernier tome.
Il s'agit là d'un cas extrême de vieillissement de la population (taux de fécondité nul) accompagné d'autres facteurs diminuant la population (cannibalisme, rivalités, dépression, etc.).

## Les albums
Le premier album est paru chez Temps Futurs, puis réédité chez Glénat
1. « Animal on est mal »[1], Séraphine, 1984, Temps Futurs  (ISBN 2-86607-050-X)

1. « Animal on est mal », Séraphine, 1987, Glénat  (ISBN 2-7234-0814-0)
2. Le bouclier d'Orion, Séraphine et Thierry Smolderen, 1987, Glénat  (ISBN 2-7234-0768-3)
3. D'un soleil à l'autre, Séraphine et Thierry Smolderen, 1989, Glénat  (ISBN 2-7234-1071-4)
4. Au loin, une île..., Séraphine et Thierry Smolderen, 1991, Glénat  (ISBN 2-7234-1209-1)